# Пауроподы
Пауропо́ды (лат. Pauropoda) — класс мелких слепых членистоногих надкласса многоножек (Myriapoda). Они были впервые обнаружены в 1867 году Джоном Леббоком, который описал два вида (в том числе Pauropus huxleyi Lubbock, 1867), найденных им в своём саду.

## Описание
По сравнению с другими многоножками пауроподы — наиболее мелкие.
Длина тела не превышает 1,5 мм (0,5—2,0 мм). Туловище состоит всего из десяти сегментов, причём на первом ножки отсутствуют. Панцирь у пауропод «пушистый», так как часто покрыт щетинками и выростами, похожим на бахрому. У представителей этого класса, в отличие от других многоножек, отсутствуют глаза, однако имеются постантеннальные органы. У них также нет сердца и трахей (дыхание кожное). Из-за малого размера головы пауропод в неё не помещается весь мозг, так что его часть выступает в первый туловищный сегмент.
Напоминают коллембол, но у взрослых пауропод 11 (или 12) сегментов тела и 9 (или 10—11) пар ног.

## Биология
Пауроподы обитают в почве, среди разлагающихся остатков растений, которыми и питаются. Их также много в гнилой древесине и под опавшими листьями и камнями. Некоторые виды живут в синантропных условиях, в садах и теплицах.

## Размножение и развитие
Являются двуполыми. При неблагоприятных экологических условиях наблюдается партеногенез. Самцы оставляют семенные капли на особых паутинных нитях на поверхности почвы, где позднее их подбирают самки. После оплодотворения самки откладывают яйца, из которых выходит своего рода «куколка», снабженная лишь двумя парами конечностей и антеннами в виде бугорков. Из «куколки» вылупляется подвижная личинка с тремя парами ног. Последующие личиночные стадии развития несут пять, шесть, восемь и девять пар конечностей.

## Палеонтология
Единственной находкой пауропод в ископаемом состоянии является вид Eopauropus balticus, найденный в балтийском янтаре и относящийся к семейству Pauropodidae.

## Классификация
Около 800 видов, 12 семейств, 46 родов в двух отрядах (Hexamerocerata и Tetramerocerata) и в 4—6 семействах. Большинство из них живут в тропических и субтропических странах. В Польше около 30 видов, в Норвегии — 15.
В 2008 году Ульф Шеллер разделил отряд Tetramerocerata на 3 надсемейства: Pauropodoidea (Pauropodidae, Polypauropodidae, Amphipauropodidae, Diplopauropodidae), Brachypauropodoidea (Brachypauropodidae, Hansenauropodidae) и Eurypauropodoidea (Eurypauropodidae, Sphaeropauropodidae).
Отряд Hexamerocerata
- Millotauropodidae[7][8]
  - Millotauropus
  - Rosettauropus

Отряд Tetramerocerata
- Amphipauropodidae
- Antichtopauropodidae
- ?Afrauropodidae
- Brachypauropodiadae[9]
  - Brachypauropoides
  - Brachypauropus
- Colinauropodidae
- Diplopauropodidae
- Eirmopauropodidae
- Eurypauropodidae[10][11]
  - Acopauropus
  - Eurypauropus
  - Gravieripus
  - Latzelipus
  - Samarangopus
  - Sphaeropauropus
  - Thaumatopauropus
  - Trachypauropus
- Hansenauropodidae

- Pauropodidae
  - Allopauropus
  - Asphaeridiopus
  - Australopauropus
  - Cauvetauropus
  - Decapauropus
  - Donzelotauropus
  - Fagepauropus
  - Hemipauropus
  - Neopauropus
  - Nesopauropus
  - Pauropus
  - Perissopauropus
  - Polypauropoides
  - Polypauropus
  - Rabaudauropus
  - Remypus
  - Scleropauropus
  - Stylopauropoides
  - Stylopauropus
- Polypauropodidae
- Sphaeropauropodidae
- ?Scleropauropodidae (оспаривается)